# Vera (Spanyolország)
Vera község Spanyolországban, Almería tartományban. Lakosainak száma 19 488 fő (2024).

## Földrajza
Vera Cuevas del Almanzora, Antas, Los Gallardos, Turre, Mojácar és Garrucha községekkel határos.

## Népesség
A település lakosságának változását az alábbi diagram mutatja:
| Lakosok száma | 7351 | 9504 | 11 159 | 13 985 | 14 689 | 15 018 | 15 168 | 16 452 | 17 700 | 19 488 |
|               | 2001 | 2004 | 2006   | 2009   | 2011   | 2014   | 2016   | 2019   | 2021   | 2024   |